# Spodnje Loke
Spodnje Loke so naselje v Občini Lukovica.